# Cheiracanthium brevicalcaratum
Cheiracanthium brevicalcaratum là một loài nhện trong họ Miturgidae.
Loài này thuộc chi Cheiracanthium. Cheiracanthium brevicalcaratum được Ludwig Carl Christian Koch miêu tả năm 1873.